# Port de Fontargente
Le port de Fontargente, ou port d'Incles en catalan, est un col pédestre de la chaîne pyrénéenne, situé sur la frontière entre Andorre et la France, entre la vallée de l'Aston dans le département de l'Ariège, au nord, et la vallée d'Incles, sur la paroisse de Canillo, au sud. Son altitude est de 2 261 ou 2 268 mètres.

## Toponymie
Port est un terme issu du latin portus qui désigne dans les Pyrénées un col de montagne,. Fontargente signifie fontaine argentée.

## Géographie

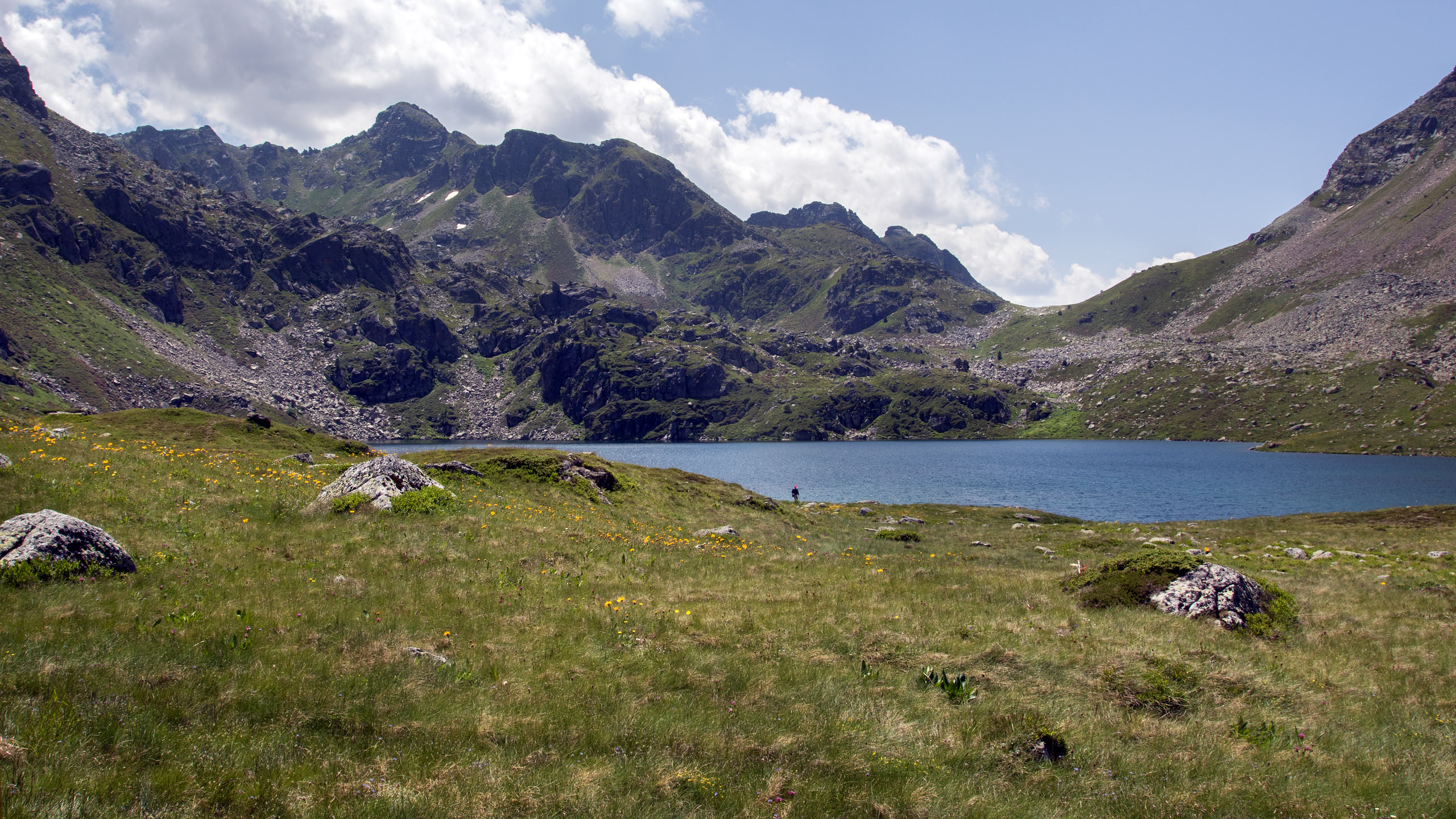
Les étangs de Fontargente avec le port à droite.

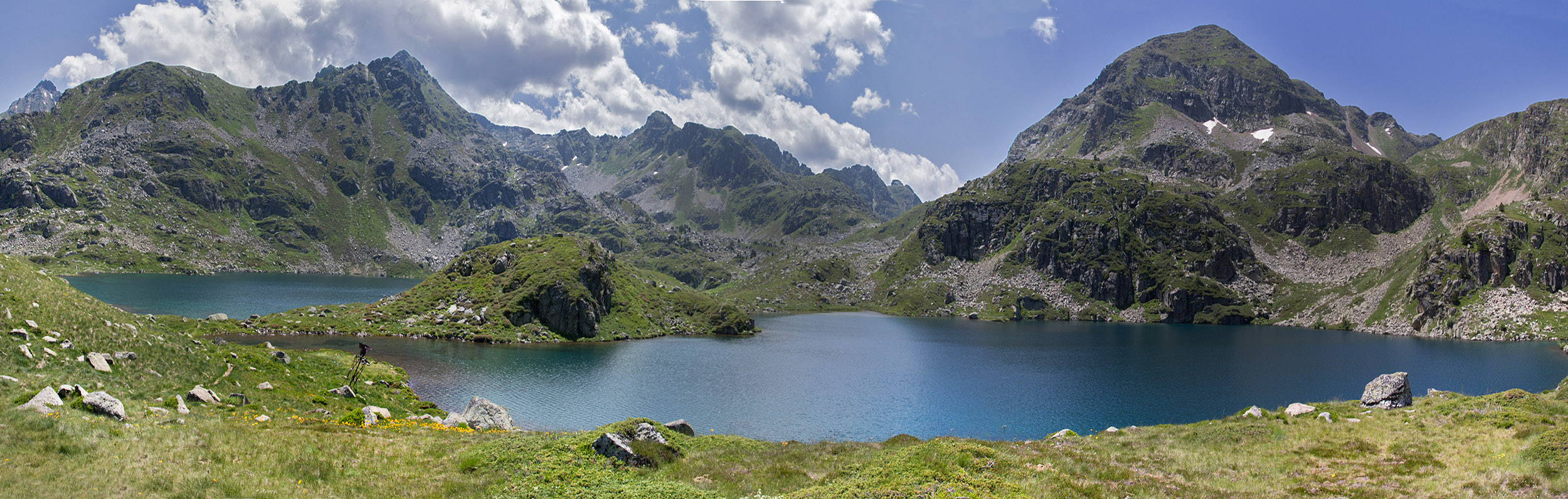
Le port au centre, dans l'axe de l'isthme.

Le port de Fontargente, encadré par deux grands sommets, le pic de la Coume d'Enfer 2 730 mètres et le pic Nègre de Joclar 2 627 mètres, domine les étangs de Fontargente, sur le versant français et les Estanys de Juclà sur le versant andorran.
Il donne sur la haute vallée de l'Aston côté français, et sur le vallon du riu del Manegor, affluent du riu de Juglà côté andorran, en haute vallée d'Incles.

## Histoire
En 1470, le garde comtal du port de Fontargente s’efforce en vain d'obtenir des Andorrans qu'ils acquittent la taxe sur leurs marchandises, contournant ainsi le péage du pas d’Ax dans la haute vallée de l'Ariège.
Ils étaient dans leur bon droit car Gaston IV de Foix-Béarn avait confirmé en 1468 la totale exemption des droits de péage pour les Andorrans dans la totalité du comté de Foix. L'Andorre, dans le domaine des comtes de Foix, tirait déjà profit de ce privilège pour commercer favorablement sur les deux versants des Pyrénées.